# Zilveren Parnassia
De Zilveren Parnassia is een jaarlijkse onderscheiding uitgereikt aan maatschappelijk betrokken jonge onderzoekers in de biologie en ecologie onder de 30 jaar. 

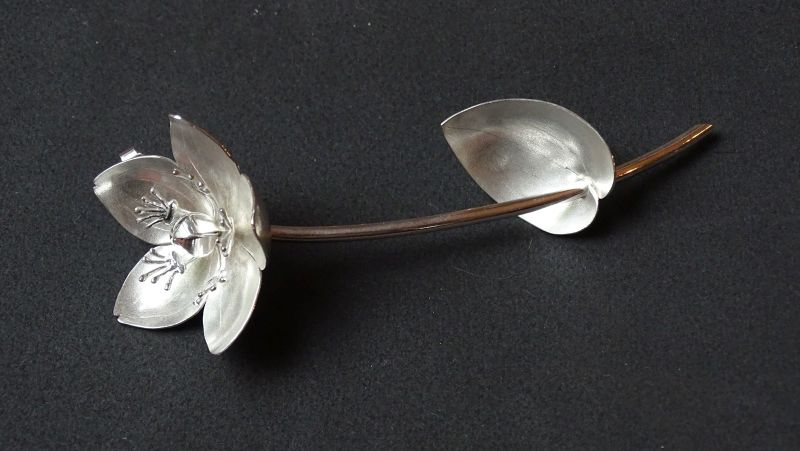
Zilveren Parnassia

De onderscheiding wordt sinds 2015 uitgereikt tijdens de jaarlijkse Victor Westhofflezing aan de Radboud Universiteit in Nijmegen. Tijdens deze lezing wordt de Nederlandse natuur en haar bescherming onder de aandacht gebracht door een spreker, gerenommeerd in het vakgebied. De winnaar van de Zilveren Parnassia sluit de lezing doorgaans af met een eigen persoonlijke bijdrage.
De winnaar wordt jaarlijks door een wisselende jury geselecteerd uit een aantal voordrachten, geschreven door hoogleraren aan de verschillende wetenschappelijke instellingen in Nederland. De winnaar is doorgaans een twintiger die zich, naast onderzoek of werk in de groene sector, ook maatschappelijk inzet voor natuur, natuurbescherming en natuureducatie.

## De onderscheiding
De onderscheiding bestaat uit een grote zilveren speld gemaakt door zilversmid Rony Ebben in Bemmel (Gld). De speld toont een bloeiende Parnassia, of studentenroosje zoals Victor Westhoff de Nederlandse plant noemde in afwezigheid van een Nederlandse naam. Bij de grote speld, die elk jaar doorgegeven wordt aan de nieuwe winnaar, hoort ook een klein speldje dat op het revers gedragen kan worden. Dit zilveren kleinood mag worden gehouden. Tevens wordt de tekst uitgesproken door de winnaar opgenomen in het boek dat wordt gepubliceerd naar aanleiding van de Victor Westhofflezing.

## Winnaars
- 2022 Rascha Nuijten[1]
- 2019 Sina Bohm
- 2018 Thijs Fijen
- 2017 Tom van Heusden
- 2016 Jasper Wubs
- 2015 Vera van Berlo